# Vigrestad
Vigrestad är en tätort i Hå kommun i Rogaland fylke i sydvästra Norge. Orten ligger vid Jærbanan, söder om kommunens centralort Varhaug.